# 広島県道208号吉名停車場線
広島県道208号吉名停車場線（ひろしまけんどう208ごう よしなていしゃじょうせん）は、広島県竹原市を通る一般県道である。

## 概要
JR西日本呉線 吉名駅から国道185号交点を結ぶ。

### 路線データ
- 起点：竹原市吉名町（JR西日本呉線 吉名駅前、広島県道464号竹原吉名線上）
- 終点：竹原市吉名町（吉名交差点、国道185号交点）
- 総延長：771 m

## 路線状況

### 重複区間
- 広島県道464号竹原吉名線（竹原市吉名町（起点） - 竹原市吉名町・吉名小学校前交差点）

## 地理

### 通過する自治体
- 竹原市

### 交差する道路
| 交差する道路                         | 交差する場所 | 交差する場所       |
| ------------------------------------ | ------------ | ------------------ |
| 広島県道464号竹原吉名線 重複区間起点 | 吉名町       | 起点               |
| 広島県道464号竹原吉名線 重複区間終点 | 吉名町       | 吉名小学校前交差点 |
| 国道185号                            | 吉名町       | 吉名交差点 / 終点  |

### 交差する鉄道
- 呉線

### 沿線
- 竹原市立吉名学園（起点付近）
- JR西日本呉線 吉名駅
- 竹原市役所吉名支所